# Troglosiro longifossa
Troglosiro longifossa – gatunek kosarza z podrzędu Cyphophthalmi i monotypowej rodziny Troglosironidae.

## Występowanie
Jak wszyscy przedstawiciele rodzaju jest endemitem Nowej Kaledonii. Znany z Gîte Kanua w Port Boisé.